# Echthronomas
Echthronomas is een geslacht van insecten uit de orde vliesvleugeligen (Hymenoptera) en de familie Ichneumonidae.

## Soorten
- E. carlsoni Gupta, 1980
- E. facialis (Thomson, 1887)
- E. granulosa Gupta, 1980
- E. heinrichi Gupta, 1980
- E. nanjingensis Sheng & Ge, 1994
- E. nigrifemur Dbar, 1985
- E. ochreofrons Cushman, 1924
- E. ochrostoma (Holmgren, 1860)
- E. philippinensis Gupta, 1980
- E. phormionis (Gupta & Gupta, 1971)
- E. quadrinotata (Thomson, 1887)
- E. tricincta (Gravenhorst, 1829)